# Pure McCartney
Pure McCartney er et livealbum med Tim Christensen, Mike Viola og Tracy Bonham samt Christensens backingband The Damn Crystals fra 2013. Det er en optagelse af en enkeltstående koncert i Vega, København, som var hyldest til Paul McCartney og hans sange. Albummet modtog fem ud af seks stjerner i musikmagasinet GAFFA.

## Spor
1. "Too Many People" - 4:34
2. "3 Legs" - 3:03
3. "Ram On" - 2:48
4. "Dear Boy" - 2:37
5. "Uncle Albert / Admiral Halsey" - 5:14
6. "Smile Away" - 4:10
7. "Heart of the Country" - 2:39
8. "Monkberry Moon Delight" - 4:43
9. "Eat At Home" - 3:37
10. "Long Haired Lady" - 7:07
11. "The Back Seat of My Car" - 5:20
12. "Venus And Mars / Rock Show" - 8:04
13. "Coming Up" - 4:15
14. "Live and Let Die" - 3:21
15. "Maybe I'm Amazed" - 4:45
16. "Junk" - 3:41
17. "Band on the Run" - 5:59